# Mondsatellit

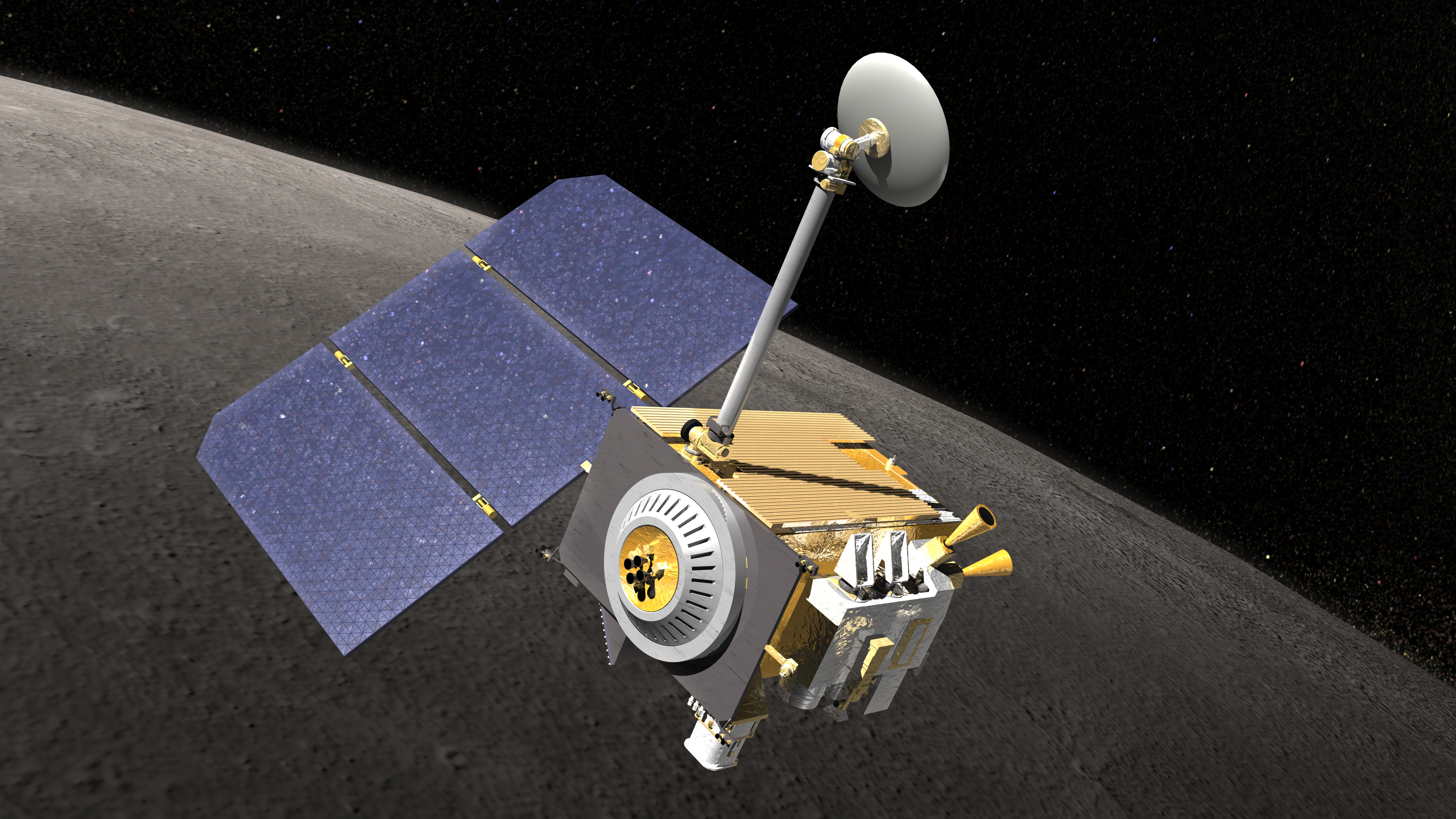
Animation vom Lunar Reconnaissance Orbiter, einem Mondsatelliten

Ein Mondsatellit ist eine Raumsonde oder ein Satellit, der als Orbiter in eine Umlaufbahn um den Erdmond gebracht wird.
Eine Mondumlaufbahn zu erreichen, ist eine durchaus anspruchsvolle Aufgabe der Raumfahrt, die schon beim Start ein hohes Maß an Steuerungstechnik erfordert. Aber noch komplexer ist das Manöver beim Abbremsen, das in der Umgebung des Mondes erforderlich ist, um die überschüssige Geschwindigkeit der Sonde abzubauen.

## Erfordernisse zur Erreichung der Mondumgebung
Obwohl bereits in den ersten Jahren der Raumfahrt auf dem Mond Sonden hart landen sollten, gelang dies der UdSSR und den USA erst nach jeweils vier Fehlversuchen.
Denn für einen Treffer oder nahen Vorbeiflug müssen die Brennschlussgeschwindigkeit der obersten Raketenstufe auf etwa ein Promille und die Richtung der Übergangsbahn zum Mond auf wenige Hundertstel Grad eingehalten werden. Dafür aber war anfangs die Steuerung von Raketenstarts noch zu ungenau, sodass es – von Fehlstarts abgesehen – statt des Einschlags meist ein Vorbeiflug in 6.000 bis 60.000 km Entfernung wurde.
Deshalb ging man in den 1960er Jahren dazu über, die Sonde zunächst auf eine Parkbahn um die Erde zu bringen. Erst nach genauer Bahnvermessung dieser Flugbahn errechnete man Zeitpunkt und Brenndauer des Bahnmanövers für die Übergangsbahn. Diese war so abzustimmen, dass die Sonde gleichzeitig an jenem Punkt der Mondbahn ankam, zu dem ihn der Mond selbst nach der Flugdauer erreichte.

## Bahnmanöver zum Einschwenken in die Mondumlaufbahn
Um in einen Mondorbit einzuschwenken, ist der nächste kritische Moment das Brems- bzw. Bahnmanöver. Dieses Manöver muss auch nach Zeitpunkt, Richtung und Geschwindigkeitsänderung genau stimmen.
Eine von der Erde zum Mond fliegende Sonde muss nach dem Start annähernd die zweite kosmische Geschwindigkeit von 11,2 km/s erreichen, d. h. die zum Verlassen des Erdschwerefeldes erforderliche Fluchtgeschwindigkeit. Sie entspricht 140,7 % der Kreisbahngeschwindigkeit – d. h. die Geschwindigkeit in der Parkbahn ist um etwa 40 % oder annähernd 4000 Meter pro Sekunde zu erhöhen, was in einem Winkel etwa 90° quer zur Mondrichtung erfolgen muss.
Wenn die Sonde dann den schwerelosen Punkt zwischen Erde und Mond erreicht (aus Zeitgründen darf dies nicht zu langsam sein), beginnt sie „in Richtung Mond zu fallen“ und würde ungebremst um ihn „herumfallen“ oder mit etwa 2000 m/s auf ihm aufschlagen.
Die überschüssige Geschwindigkeit (kinetische Energie) wird durch Bremsraketen abgebaut, die genau in Richtung der Bahnbewegung zünden müssen. Wird genau richtig gebremst, so schwenkt die Sonde in den Mondorbit ein. Dies erfolgt in der Bahnebene, die sich aus der gegenseitigen Stellung von Erde und Mond beim Raketenstart, aus dessen Richtung (geografische Breite / Azimut) und der seither vergangenen Zeit ergibt.

## Wissenschaftliche und technische Ziele von Mond-Orbitern
Mondsatelliten haben herausragende Bedeutung für die Selenografie (z. B. die Lunar Orbiters und Clementine) und die Selenodäsie (z. B. Lunar Prospector). Außerdem bieten Mondsatelliten den Vorteil, das Erdmagnetfeld aus relativ konstanter Entfernung zu beobachten (z. B. IMP-E). Ebenso vorteilhaft sind radioastronomische Experimente (z. B. RAE-B und Luna-19) in einer Mondumlaufbahn, da vor allem auf der erdabgewandten Seite keine störenden Radiowellen von der Erde empfangen werden. In der Mondumlaufbahn kann zudem mit mehreren Relay-Satelliten per Funk mit Objekten auf der Mondrückseite kommuniziert werden.

## Verwechselungsmöglichkeiten
Der Begriff Mondsatellit könnte auch als Fachbegriff für einen natürlichen Trabanten des Mondes missverstanden werden. Ein solcher Trabant existiert jedoch nicht, da sein Orbit nicht stabil wäre.